# Ovçulu (Şamaxı)
Ovçulu è un comune dell'Azerbaigian situato nel distretto di Şamaxı. Conta una popolazione di 1 130 abitanti.